# Englische Woche
Als Englische Woche wird eine Woche bezeichnet, in der eine Fußballmannschaft mehrere Spiele bestreiten muss. Der Begriff wurde später auch von anderen Sportarten übernommen, zum Beispiel im Eishockey.
Eine andere Verwendung von Englische Woche ist die 55-Stunden-Arbeitswoche zu Beginn des 20. Jahrhunderts.

## Begriff
Ursprünglich geht der Begriff der „Englischen Woche“ auf die Austragung von drei Punktspielen innerhalb einer Woche zurück, zum Beispiel Sonntag – Mittwoch – Samstag. Diese Bezeichnung wurde gewählt, da besonders die Vereine im englischen Profifußball sehr oft mehrmals in einer Woche spielen mussten – ein Brauch, der aus dem Cricket übernommen wurde. In der englischen Premier League spielen insgesamt 20 Vereine; daher sind vier Spieltage mehr als in der Fußball-Bundesliga zu bestreiten, in der 18 Vereine spielen. Zudem werden zwei verschiedene Pokale (FA Cup, League Cup) ausgespielt. Die Bezeichnung Englische Woche (bzw. „English Week“) wird im englischen Sprachraum selbst jedoch nicht verwendet, dort spricht man von einer Three-Game Week („Drei-Spiele-Woche“). Die Bezeichnung „Englische Woche“ ist aber in zahlreichen nicht-englischsprachigen Ländern in der jeweiligen Landessprache für den gleichen Sachverhalt in Gebrauch.
Ab der Qualifikation zur Europameisterschaft 2016 wurde die Week of Football eingeführt. Hier erstreckt sich ein Spieltag über drei aufeinanderfolgende Tage. Bei Doppelspieltagen finden die Spiele somit an sechs aufeinanderfolgenden Tagen statt.

## Sportarten

### Eishockey
Da im Eishockey in Deutschland und Österreich zwei Spiele pro Woche normal sind, wird der Begriff der Englischen Woche hier nur genutzt, wenn ein Team mindestens drei Spiele pro Woche absolvieren muss. In der DEL bzw. der ÖEL wird der Begriff meistens benutzt, wenn neben den Wochenend-Spielen auch dienstags ein Spieltag ist.

### Fußball
Seit der Einführung der Fußball-Bundesliga 1963 stieg die Anzahl der zu absolvierenden Spiele stark an. So wird die Fußball-Bundesliga seit der Saison 1965/66 mit 18 (Ausnahme 1991/92, wobei es 20 Vereine waren) und nicht mehr mit 16 Mannschaften ausgetragen. So stieg die Anzahl der Ligaspiele von 30 auf 34. Hinzu kommen bis zu sechs Spieltage im DFB-Pokal und die verschiedenen europäischen Wettbewerbe. In der UEFA Champions League erwartet die beiden Finalteilnehmer das Maximum von 13 Saisonspielen, in der UEFA Europa League (bis zur Saison 2009/2010 UEFA-Pokal) bestreitet eine Mannschaft bis zu 15 Spiele pro Saison. Oft müssen sich Vereine aber erst durch mehrere Qualifikationsspiele für die Hauptrunde der Champions League bzw. Europa League qualifizieren, was im Extremfall bis zu acht weitere Spiele bedeuten kann. Um diese zu bestreitenden nationalen und internationalen Vereins- und Länderspiele trotz Einhaltung der Ruhepausen (Winterpause, Sommerpause) bewältigen zu können, musste in Deutschland von der bisher üblichen Form, Fußball nur samstags auszutragen, abgewichen werden.
Die neun Partien eines Wochenendspieltags der Fußball-Bundesliga verteilen sich seit der Saison 2006/07 auf Freitag (ein Spiel), Samstag (sechs Spiele) und Sonntag (zwei Spiele). Unter der Woche (Dienstag bis Donnerstag) spielen die Mannschaften, die sich für internationale Wettbewerbe qualifiziert haben, in der Champions League bzw. in der Europa League. Teilweise finden unter der Woche statt der internationalen Spiele auch Meisterschaftsspiele, Spiele des nationalen Pokals (DFB-Pokal) oder der Nationalmannschaft statt.
In Abstimmung zwischen den nationalen Fußballverbänden und UEFA sowie FIFA wird der Rahmenspielplan erstellt, der die Spiele der nationalen und internationalen Vereinswettbewerbe mit den Wettbewerben und Spielen der Nationalmannschaften koordiniert. Die Deutsche Fußball Liga setzt für die zentral organisierten Profiligen (Erste, Zweite, Dritte Liga) und die viertklassigen Regionalligen die Spieltage fest, also welche Mannschaften wann aufeinandertreffen. Die konkrete Tagesansetzung des Spieltages, also ob eine Begegnung am Samstag oder Sonntag stattfindet, ergibt sich aus den weiteren Verpflichtungen der Mannschaften. So wird eine Bundesliga-Partie eines Europa-League-Teilnehmers nach einem Europa-League-Spiel in der Regel auf den Sonntag gelegt, da das Team erst am Donnerstag international spielte und nicht schon zwei Tage später, am Samstag, wieder ein Ligaspiel bestreiten soll. Auch das Fernsehen sowie Sicherheitserwägungen seitens der Polizei nehmen Einfluss darauf, an welchen Tagen welche Spiele ausgetragen werden.
In der deutschen Bundesliga gibt es pro Saison in der Regel ein bis drei „englische Wochen“ mit regulären Spieltagen am Dienstag und am Mittwoch.

### Handball
Im Handball sind zwei Spiele in einer Woche normalerweise nur in der ersten Handball-Bundesliga der Männer üblich. Neben den Spielen am Wochenende wird meist dienstags oder mittwochs gespielt. Der Begriff „Englische Woche“ hat sich auch hier eingebürgert und wird in der Presse häufig genutzt.